# Grone
Grone est une commune italienne de la province de Bergame dans la région Lombardie, située à environ 70 kilomètres au nord-ouest de Milan et à environ 20 kilomètres à l'est de Bergame.

## Communes limitrophes
Adrara San Martino, Berzo San Fermo, Casazza, Monasterolo del Castello, Vigano San Martino